# Смейкал, Иржи
Иржи Смейкал (чеш. Jiří Smejkal; род. 5 ноября 1996, Ческе-Будеёвице) — чешский хоккеист, нападающий, игрок команды НХЛ «Оттава Сенаторз».

## Карьера
Иржи Смейкал — воспитанник клуба «Ческе Будеёвице». Выступал в юниорской Экстралиге, потом отправился за океан. С 2014 по 2016 год играл в Западной хоккейной лиге за команды «Мус Джо Уорриорз» и «Камлупс Блэйзерс». В 2016 году вернулся в Европу, выступал в КХЛ за «Медвешчак». В конце сезона 2016/17 перешёл в пражскую «Спарту». Сезон 2020/21 провёл в финской «Таппаре». 15 июля 2021 года перешёл в другой финский клуб «Пеликанс».
Самым главным достижением Смейкала стала серебряная медаль чемпионата мира среди юниоров 2014 года.
В ноябре 2019 года Смейкал был впервые вызван в сборную Чехии для участия в матчах Еврохоккейтура. 9 ноября провёл свой первый матч за чешскую сборную, сыграв против команды Финляндии.

## Достижения
Серебряный призёр чемпионата мира среди юниоров 2014

## Статистика
Обновлено на конец сезона 2020/2021
- Чешская Экстралига — 156 игр, 67 очков (29+38)
- Чемпионат Финляндии — 57 игр, 26 очков (9+17)
- КХЛ — 26 игр, 4 очка (3+1)
- Западная хоккейная лига — 137 игр, 60 очков (17+43)
- Сборная Чехии — 19 игр, 5 очков (2+3)
- Всего за карьеру — 395 игр, 162 очка (60+102)